# Channel Airways
Channel Airways (bis 1962 als East Anglian Flying Service firmierend) war eine in Southend-on-Sea ansässige britische Fluggesellschaft, die ihren Betrieb im Jahr 1972 eingestellt hat.

## Geschichte

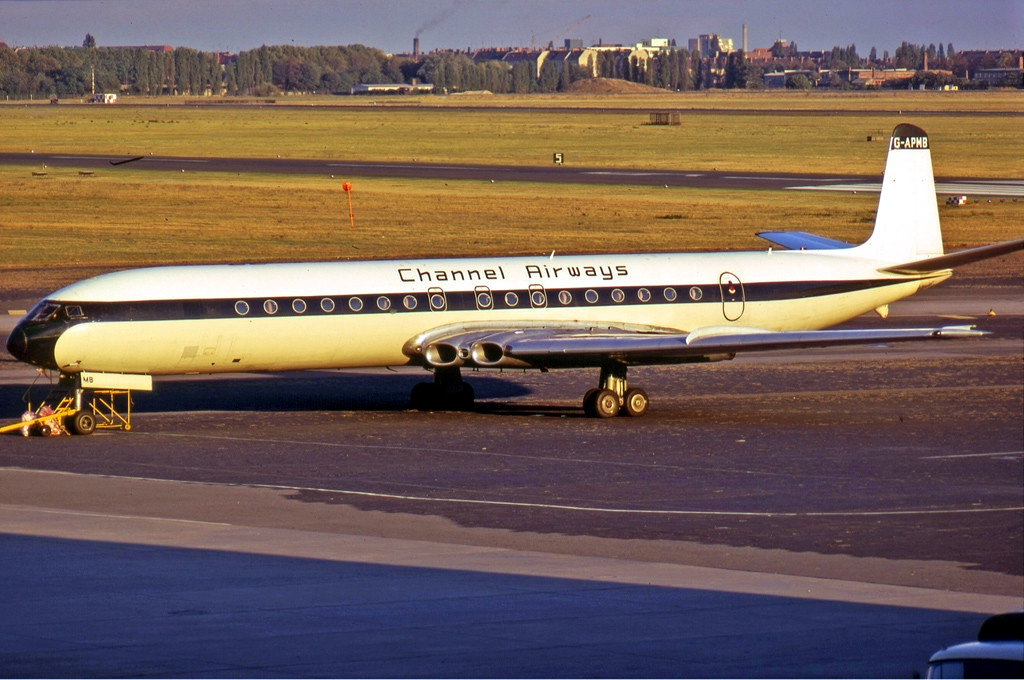
Eine De Havilland DH.106 Comet auf dem Flughafen Berlin-Tegel im Jahr 1971. Das Flugzeug erhielt die Gesellschaft von Olympic Airways.

Die Fluggesellschaft Channel Airways wurde am 16. August 1946 in Ipswich unter dem Namen East Anglian Flying Service (EAFS) von dem ehemaligen RAF-Piloten Jack Jones gegründet. Anfänglich führte die Gesellschaft Gelegenheitsdienste (Ad-hoc-Charter) mit Flugzeugen des Typs De Havilland DH.89 Dragon Rapide vom Flughafen Ipswich durch. In den 1950er-Jahren verlegte das Unternehmen den Sitz nach Southend-on-Sea. Zeitgleich wurde die Flotte mit Maschinen des Typs De Havilland DH.104 Dove modernisiert, die auf Linienstrecken von Southend nach Birmingham und Ipswich zum Einsatz kamen. Im Jahr 1958 eröffnete EAFS ihre erste internationale Linienverbindung nach Rotterdam, die mit Flugzeugen des Typs Bristol 170 Wayfarer beflogen wurde. Ab Mai 1959 führte das Unternehmen auch internationale Charterflüge durch.
Am 25. Oktober 1962 änderte die EAFS ihren Namen in Channel Airways. Im Dezember 1962 übernahm das Unternehmen die ebenfalls in Southend ansässige Fluggesellschaft Tradair, wodurch die Gesellschaft ihre ersten Maschinen des Typs Vickers Viscount erhielt. In den 1960er-Jahren baute Channel Airways das Liniennetz weiter aus und richtete internationale Verbindungen vom Flughafen Portsmouth nach Paris-Le Bourget und Ostende ein. Zudem erfolgten Linienflüge von Portsmouth, Ipswich und Bournemouth zu den britischen Kanalinseln. Channel Airways expandierte ab 1967 auf dem Chartermarkt und erwarb hierzu elf weitere Maschinen des Typs Vickers Viscount. Im Juni 1967 erhielt die Gesellschaft ihre ersten Düsenflugzeuge des Typs BAC 1-11, die ab Frühjahr 1968 auf IT-Charterflügen vom Flughafen London-Stansted in den Mittelmeerraum eingesetzt wurden. Maschinen des Typs Hawker Siddeley Trident ergänzten im selben Jahr die Flotte. Zudem übernahm die Gesellschaft im Januar 1970 vier Flugzeuge des Typs de Havilland Comet, mit denen ab März 1971 auch touristische Charterflüge vom Flughafen Berlin-Tegel angeboten wurden. Im Verlauf des Jahres 1971 geriet Channel Airways in wirtschaftliche Schwierigkeiten, die zur Einstellung des Flugbetriebs am 29. Februar 1972 führten.

## Flotte
- BAC 111-400
- Bristol 170 Wayfarer
- De Havilland DH.89 Dragon Rapide
- De Havilland DH.104 Dove
- De Havilland DH.106 Comet 4B
- De Havilland DH.114 Heron
- Douglas DC-3/C-47
- Douglas DC-4
- Hawker Siddeley HS 748
- Hawker Siddeley Trident 1E
- Vickers Viking

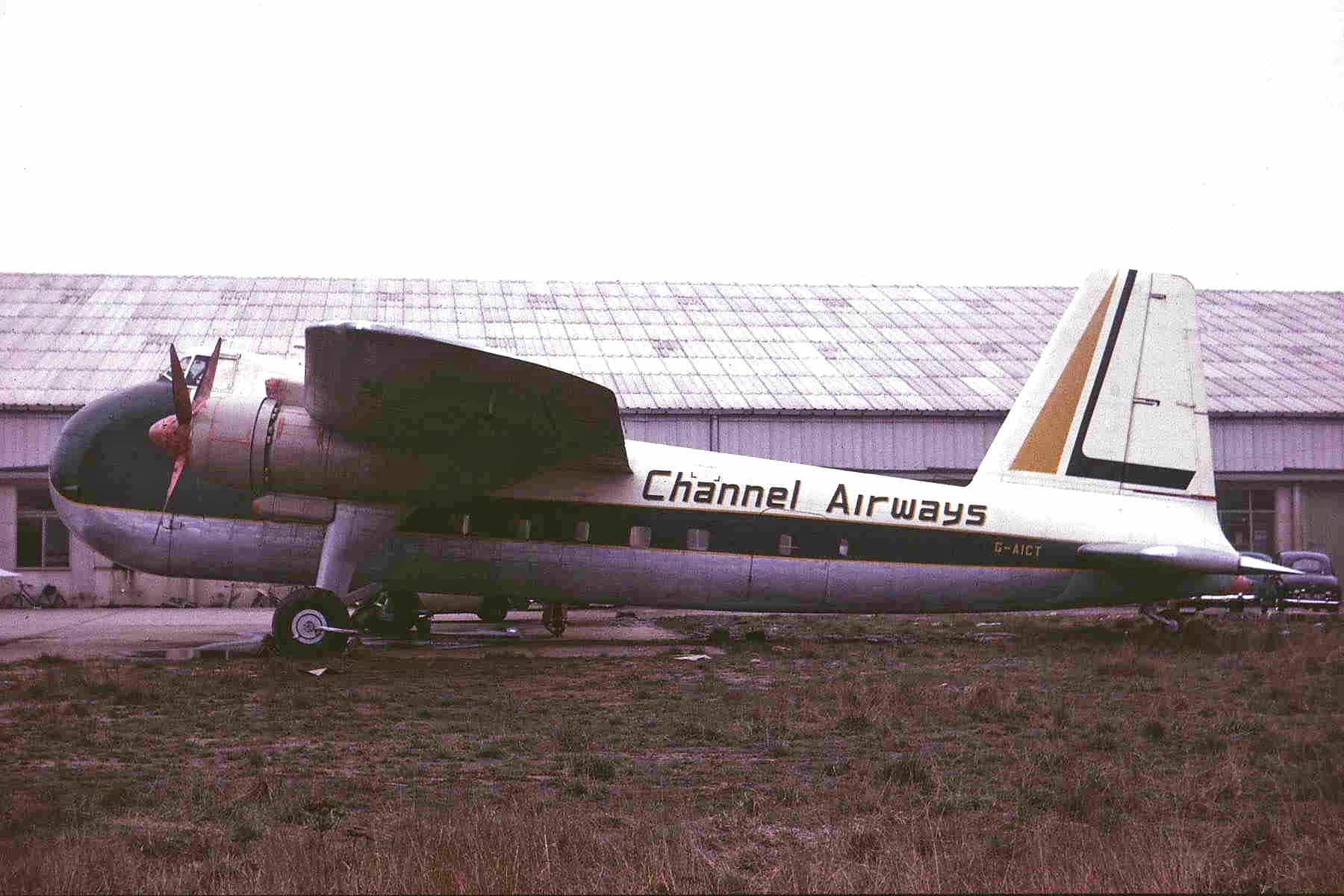
Eine Bristol 170 der Channel Airways, Southend 1964

- Vickers Viscount Serie 700 und 800

## Zwischenfälle

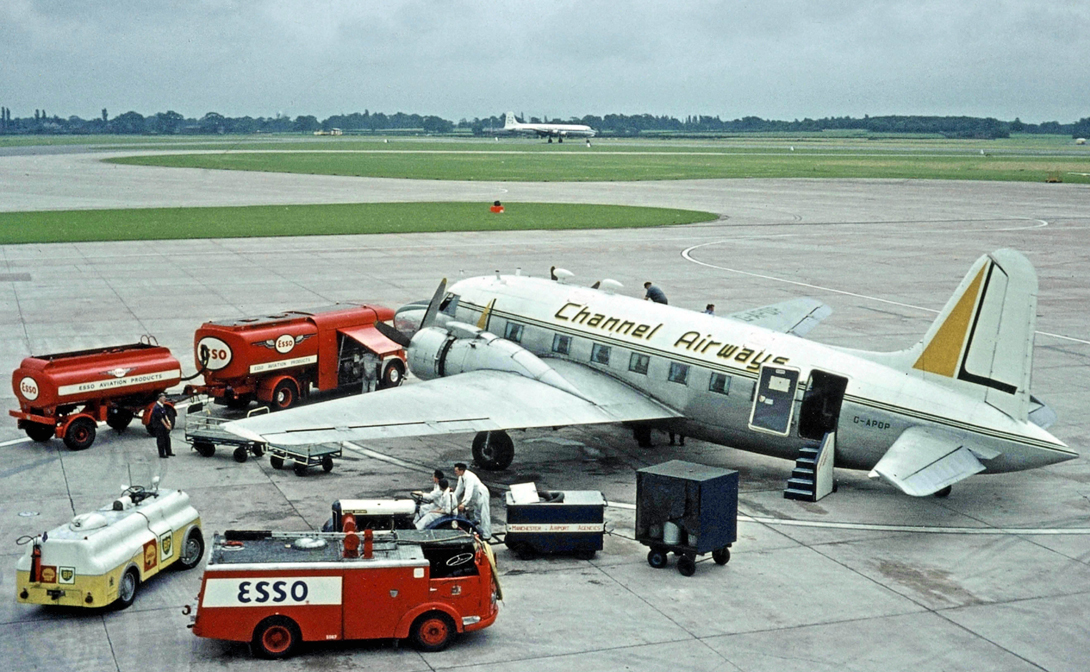
Eine Vickers Viking der Channel Airways, Manchester 1964, baugleich mit der 1959 verunglückten

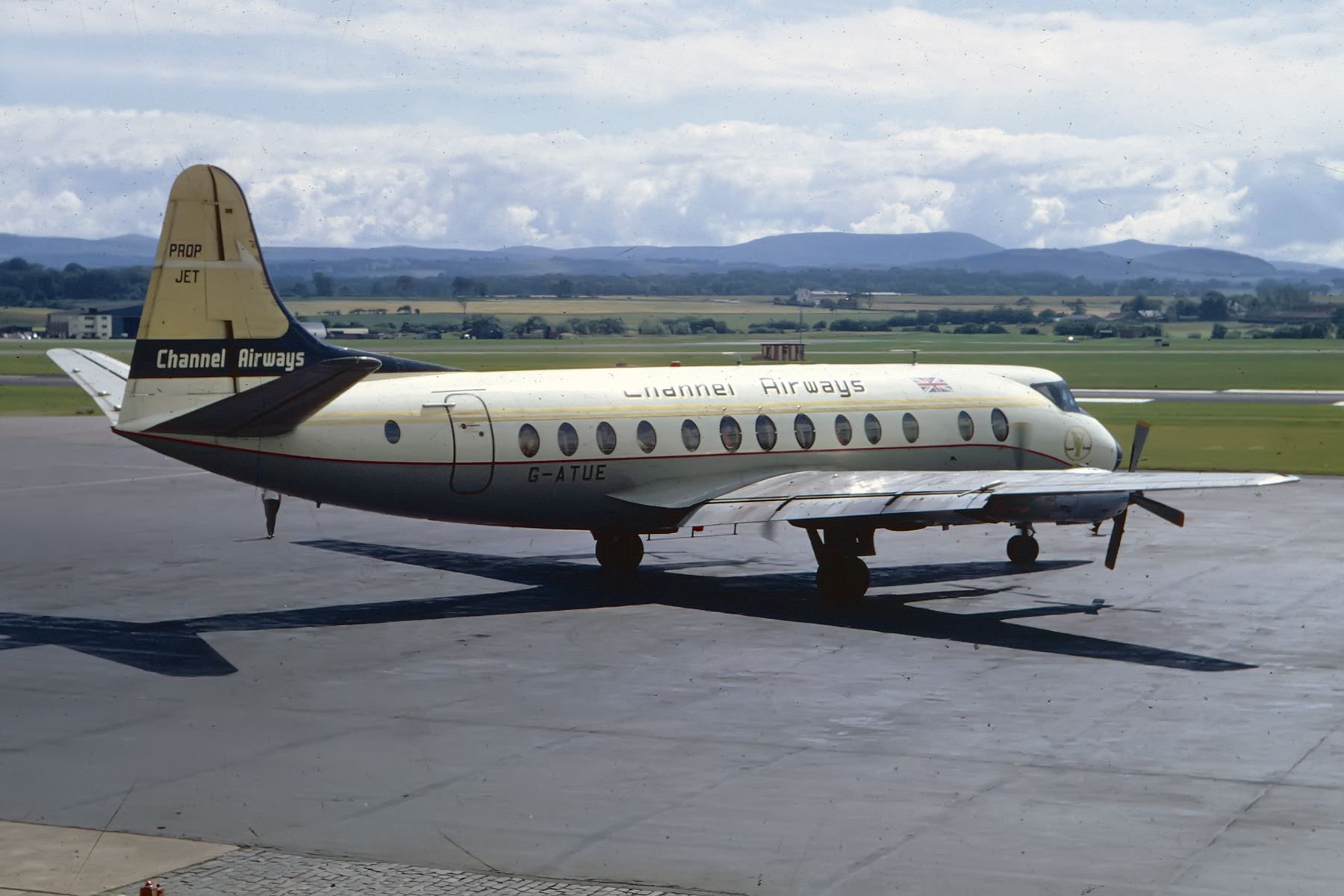
Eine Vickers Viscount 812 der Channel Airways, Edinburgh 1970, baugleich mit den 1967 und 1968 verunglückten

- Am 28. Juli 1959 ließ sich bei einer Vickers Viking 1 des East Anglian Flying Service (Luftfahrzeugkennzeichen G-AHPH) vor der Landung auf dem Flughafen Southend (Essex, UK) das rechte Hauptfahrwerk nicht ausfahren. Daher wurde versucht, auf der Grasfläche neben der Landebahn zu landen. Allerdings brach dabei das Fahrwerk vollständig zusammen und das Flugzeug wurde irreparabel beschädigt. Alle 39 Insassen, die drei Besatzungsmitglieder und 36 Passagiere, überlebten den Unfall.[1]

- Am 6. Mai 1962 wurde eine Douglas DC-3/C-47 des East Anglian Flying Service (G-AGZB) im Anflug auf den Flughafen Portsmouth bei schlechten Sichtbedingungen gegen einen Hügel geflogen. Von den 18 Insassen wurden durch diesen CFIT (Controlled flight into terrain) 12 getötet, die drei Besatzungsmitglieder und 9 Passagiere.[2]

- Am 3. Mai 1967 stürzte eine Vickers Viscount 812 der Channel Airways (G-AVJZ) unmittelbar nach dem Start vom Flughafen Southend ab. Die Besatzung befand sich auf einem Testflug für die Lufttüchtigkeit des Flugzeugs und hatte zuvor den Propeller eines Triebwerks in Segelstellung gebracht. Bei dem Absturz wurden zwei Personen am Boden getötet. Die drei Piloten überlebten.[3]

- Am 4. Mai 1968 überrollte eine Vickers Viscount 812 der Channel Airways (G-APPU) auf dem Flughafen Southend das Ende der Landebahn und kollidierte mit einem Erdwall. Die Maschine war mit zu hoher Geschwindigkeit aufgesetzt worden, außerdem hatte der Kapitän die Parkbremse betätigt. Dies führte zum Verlassen der Landebahn und zu einer Kollision mit einem Erdwall. Das Flugzeug wurde irreparabel beschädigt. Alle 83 Insassen, die vier Besatzungsmitglieder und 79 Passagiere, überlebten den Unfall. Das Flugzeug wurde als Totalverlust abgeschrieben.[4]